# Dmitri Doroféyev
Dmitri Anatólievich Doroféyev –en ruso, Дмитрий Анатольевич Дорофеев– (Kolomna, URSS, 13 de noviembre de 1976) es un deportista ruso que compitió en patinaje de velocidad sobre hielo. 
Participó en dos Juegos Olímpicos de Invierno, en los años 2002 y 2006, obteniendo una medalla de plata en Turín 2006, en la prueba de 500 m. Ganó una medalla de plata en el Campeonato Mundial de Patinaje de Velocidad sobre Hielo en Distancia Corta de 2006.

## Palmarés internacional
| Juegos Olímpicos                      | Juegos Olímpicos          | Juegos Olímpicos | Juegos Olímpicos      |
| Año                                   | Lugar                     | Medalla          | Prueba                |
| ------------------------------------- | ------------------------- | ---------------- | --------------------- |
| 2006                                  | Turín (Italia)            | Medalla de plata | 500 m                 |
| Campeonato Mundial en Distancia Corta |                           |                  |                       |
| Año                                   | Lugar                     | Medalla          | Prueba                |
| 2006                                  | Heerenveen (Países Bajos) | Medalla de plata | Clasificación general |